# 菩提道次第略论
菩提道次第略论，藏傳佛教格魯派重要論書之一，是宗喀巴大师應弟子的請求，鑑於菩提道次第广论內容豐富精深，不適合初入門者，而撮取其精要，另作論書，以作為《廣論》入門之用。漢譯由大勇法师翻译的五卷，及法尊法师补译止观章，合前五卷發行出版。

## 相關注釋
- 昂旺朗吉堪布口授，郭和卿譯，《菩提道次第略論釋》上下冊，1999，台北，福智之聲出版社
- 第一世帕繃喀仁波切開示，墀江仁波切筆錄，仁欽曲扎譯《掌中解脫—菩提道次第二十四天教授》，2000，台北，白法螺出版社